# Consistórios de Gregório XVI
O Papa Gregório XVI (r. 1831–1846) criou 75 novos cardeais em 24 consistórios

## 30 de setembrode1831
1. Luigi Lambruschini, CRSP, falecido em 12 de maio de 1854
2. Giuseppe Antonio Sala faleceu em 23 de junho de 1839

### In Pectore
1. Alessandro Giustiniani (publicado em 2 de julho de 1832) falecido em 11 de outubro de 1843
2. Francesco Tiberi Contigliano  (publicado em 2 de julho de 1832) falecido em 28 de outubro de 1839
3. Ugo Pietro Spinola (publicado em 2 de julho de 1832) falecido em 21 de janeiro de 1858
4. Francesco Serra Casano (publicado em 15 de abril de 1833) faleceu em 17 de agosto de 1850
5. Francesco Canali (publicado em 23 de junho de 1834) falecido em 11 de abril de 1835
6. Pietro Ostini (publicada em 11 de Julho 1836) 4 morreu Março de 1849
7. Benedetto Cappelletti (publicado em 2 de julho de 1832) falecido em 15 de maio de 1834
8. Luigi Del Drago (publicado em 2 de julho de 1832) faleceu em 18 de abril de 1845
9. Francesco Maria Pandolfi Alberici (publicado em 2 de julho de 1832) falecido em 3 de junho de 1835
10. Ludovico Gazzoli (publicado em 2 de julho de 1832) falecido em 12 de fevereiro de 1858

## 2 de julho de 1832
Todos os novos cardeais receberam seus títulos em 17 de dezembro de 1832.
1. Giuseppe Maria Velzi, O.P., falecido em 23 de novembro de 1836
2. Mario Mattei faleceu em 7 de outubro de 1870

### RevelaçãoIn pecture
1. Alessandro Giustiniani (in pectore 30 de setembro de 1831)  falecido em 11 de outubro de 1843
2. Francesco Tiberi Contigliano (in pectore 30 de setembro de 1831) falecido em 28 de outubro de 1839
3. Ugo Pietro Spinola (in pectore 30 de setembro de 1831) falecido em 21 de janeiro de 1858
4. Benedetto Cappelletti (in pectore 30 de setembro de 1831) falecido em 15 de maio de 1834
5. Luigi Del Drago (in pectore 30 de setembro de 1831) faleceu em 18 de abril de 1845
6. Francesco Maria Pandolfi Alberici (in pectore 30 de setembro de 1831) falecido em 3 de junho de 1835
7. Ludovico Gazzoli (in pectore 30 de setembro de 1831) falecido em 12 de fevereiro de 1858

## 15 de abril de 1833
1. Lorenzo Girolamo Mattei faleceu em 24 de julho de 1833
2. Castruccio Castracane degli Antelminelli faleceu em 22 de fevereiro 1852

### RevelaçãoIn pecture
1. Francesco Serra Casano (in pectore 30 de setembro de 1831) faleceu em 17 de agosto de 1850

## 29 de julho de 1833
1. Jacobo Monico faleceu em 25 de abril de 1851
2. Filippo Giudice Caracciolo, C.O. falecido em 29 de janeiro de 1844

## 20 de janeiro de 1834
Todos os novos cardeais receberam títulos herdeiro em 23 de junho de 1834
1. Giacomo Luigi Brignole faleceu 23 de junho de 1853
2. Nicola Grimaldi falecido em 12 de janeiro de 1845

## 23 de junho de 1834
1. Gaetano Trigona e Parisi faleceu em 5 de julho de 1837
2. Luigi Bottiglia Savoulx faleceu em 14 de setembro de 1836
3. Paolo Polidori faleceu em 23 de abril de 1847

### In Pecture
1. Giuseppe della Porta Rodiani (publicado em 6 de abril de 1835) falecido em 18 de dezembro de 1841
2. Giuseppe Alberghini, ( publicado em 6 de abril de 1835) faleceu em 30 de setembro de 1847
3. Alessandro Spada (publicado em 6 de abril de 1835) falecido em 16 de dezembro de 1843
4. Luigi Frezza (publicado em 11 de julho de 1836) falecido em 14 de outubro de 1837
5. Costantino Patrizi Naro (in pectore publicado em 11 de julho de 1836) faleceu em 17 de dezembro de 1876
6. Adriano Fieschi (publicado em 13 de setembro de 1838) falecida em 6 de fevereiro de 1858

### RevelaçãoIn pecture
1. Francesco Canali (in pectore 30 de setembro de 1831) falecido em 11 de abril de 1835

## 6 de abril de 1835
1. Placido Maria Tadini, OCD, faleceu em 22 de novembro de 1847

### In Pecture
1. Ambrogio Bianchi , OSBCam. (publicado em 8 de julho de 1839) faleceu em 3 de março de 1856

### RevelaçãoIn pecture
1. Giuseppe della Porta Rodiani (in pectore em 23 de junho de 1834) falecido em 18 de dezembro de 1841
2. Giuseppe Alberghini, (in pectore em 23 de junho de 1834) faleceu em 30 de setembro de 1847
3. Alessandro Spada (in pectore em 23 de junho de 1834) falecido em 16 de dezembro de 1843

## 1 de fevereiro de 1836
1. Jean-Louis Anne Madelain Lefebvre de Cheverus morreu em 19 de julho de 1836
2. Gabriele della Genga Sermattei faleceu em 10 de fevereiro de 1861

## 11 de julho de 1836

### RevelaçãoIn pecture
1. Pietro Ostini(criado em 30 de setembro de 1831) morreu 4 morreu Março de 1849
2. Luigi Frezza  (criado em 23 de junho de 1834)  falecido em 14 de outubro de 1837
3. Costantino Patrizi Naro (criado em 23 de junho de 1834) faleceu em 17 de dezembro de 1876

## 19 de maio de 1837
1. Luigi Amat di San Filippo e Sorso faleceu em 30 de março de 1878

### In pecture
1. Angelo Mai (publicado em 12 de fevereiro de 1838) faleceu em 9 de setembro de 1854

## 12 de fevereiro de 1838
1. Chiarissimo Falconieri Mellini faleceu em 22 de agosto de 1859
2. Antonio Francesco Orioli , O.F.M.Conv. falecido em 20 de fevereiro de 1852
3. Giuseppe Gasparo Mezzofanti faleceu em 15 de março de 1849
4. Giuseppe Ugolini falecido em 19 de dezembro de 1867
5. Luigi Ciacchi faleceu em 17 de dezembro de 1865

### In Pecture
1. Giovanni Soglia Ceroni (publicado em 18 de fevereiro de 1839) faleceu em 12 de agosto de 1856
2. Antonio Tosti (publicado em 18 de fevereiro de 1839) falecido em 20 de março de 1866
3. Francesco Saverio Massimo (publicado em 24 de janeiro de 1842) falecido em 11 de janeiro de 1848

### RevelaçãoIn pecture
1. Angelo Mai (in pectore 19 de maio de 1837) faleceu em 9 de setembro de 1854

## 13 de setembro de 1838
1. Engelbert Sterckx faleceu em 4 de dezembro de 1867

### In Pecture
1. Filippo De Angelis ( publicado em 8 de julho de 1839) morreu em 8 de julho de 1877

### RevelaçãoIn pecture
1. Adriano Fieschi (publicado em 13 de setembro de 1838) falecida em 6 de fevereiro de 1858

## 30 de novembro de 1838

### In Pecture
1. Gabriele Ferretti (publicado em 8 de julho de 1839) faleceu em 13 de setembro de 1860

## 18 de fevereiro de 1839

### In Pecture
1. Charles Januarius Acton (publicado em 24 de janeiro de 1842) falecido em 23 de junho de 1847

### RevelaçãoIn pecture
1. Giovanni Soglia Ceroni (in pectore 12 de fevereiro de 1838) faleceu em 12 de agosto de 1856
2. Antonio Tosti (in pectore 12 de fevereiro de 1838) falecido em 20 de março de 1866

## 8 de julho de 1839
1. Ferdinando Maria Pignatelli , Theat. faleceu em 10 de maio de 1853

### RevelaçãoIn pecture
1. Ambrogio Bianchi , OSBCam. (in pectore 6 de abril de 1835) faleceu em 3 de março de 1856
2. Filippo De Angelis ( in pectore em 8 de julho de 1839) morreu em 8 de julho de 1877

## 23 de dezembro de 1839
1. Hugues-Robert-Jean-Charles de la Tour d'Auvergne-Lauragais falecido em 20 de julho de 1851

### In Pecture
1. Giovanni Maria Mastai-Ferretti (Futuro Papa Pio IX) (publicada em 14 de Dezembro 1840) falecido em 7 de fevereiro de 1878
2. Gaspare Bernardo Pianetti (publicada em 14 de Dezembro 1840)  morreu 30 de janeiro de 1862
3. Luigi Vannicelli Casoni (publicada em 24 de Janeiro 1842) falecido em 21 de abril de 1877

## 14 de dezembro de 1840

### In Pecture
1. Silvestro Belli (publicado em 12 de julho de 1841) faleceu em 9 de setembro de 1844
2. Lodovico Altieri ( publicado em 21 de abril de 1845)  falecido em 11 de agosto de 1867

### RevelaçãoIn pecture
1. Giovanni Maria Mastai-Ferretti (Futuro Papa Pio IX) (in pectore 23 de dezembro de 1839) falecido em 7 de fevereiro de 1878
2. Gaspare Bernardo Pianetti (in pectore 23 de dezembro de 1839) morreu 30 de janeiro de 1862

## 1 de março de 1841
1. Louis Jacques Maurice de Bonald faleceu em 25 de fevereiro de 1870

## 12 de julho de 1841

### In Pecture
1. Tommaso Pasquale Gizzi (in pectore publicado em 22 de janeiro de 1844) falecido em 3 de junho de 1849

### RevelaçãoIn pecture
1. Silvestro Belli (in pectore 14 de dezembro de 1840) faleceu em 9 de setembro de 1844

## 24 de janeiro de 1842
Ambos os cardeais receberam seus títulos em 27 de janeiro de 1842
1. Friedrich Prince zu Schwarzenberg faleceu em 27 de março de 1885
2. Cosimo Corsi falecido em 7 de outubro de 1870

### RevelaçãoIn pecture
1. Francesco Saverio Massimo (in pectore 12 de fevereiro de 1838) falecido em 11 de janeiro de 1848
2. Luigi Vannicelli Casoni (in pectore 23 de dezembro de 1839) falecido em 21 de abril de 1877

## 27 de janeiro de 1843
1. Francesco di Paola Villadecani faleceu em 13 de junho de 1861
2. Ignazio Giovanni Cadolini faleceu em 11 de abril de 1850
3. Paolo Mangelli Orsi falecido em 4 de março de 1846
4. Giovanni Serafini faleceu em 1 de fevereiro de 1855

## 19 de junho de 1843
1. Francisco de São Luís Saraiva, OSB, faleceu em 7 de maio de 1845
2. Antonio Maria Cadolini, CRSP,  faleceu em 1 de agosto de 1851

## 22 de janeiro de 1844
1. Antonio Maria Cagiano de Azevedo, falecido em 13 de janeiro de 1867
2. Niccola Clarelli Parracciani faleceu em 7 de julho de 1872

### In Pecture
1. Fabio Maria Asquini, ( publicado em 21 de abril de 1845) falecido em 23 de dezembro de 1878

## 22 de julho de 1844
1. Domenico Carafa della Spina di Traetto faleceu em 17 de junho de 1879

### In Pecture
1. Francesco Capaccini (publicado em 21 de abril de 1845) , faleceu em 15 de junho de 1845[1]
2. Giuseppe Antonio Zacchia Rondinini (publicado em 21 de abril de 1845) falecido em 26 de novembro de 1845
3. Lorenzo Simonetti (publicado em 24 de novembro de 1845) faleceu em 9 de janeiro de 1855
4. Giacomo Piccolomini (publicado em 24 de novembro de 1845) faleceu em 17 de agosto 1861

## 21 de abril de 1845

### RevelaçãoIn pecture
1. Lodovico Altieri (in pectore 14 de dezembro de 1840) falecido em 11 de agosto de 1867
2. Fabio Maria Asquini (em pectore 22 de janeiro de 1844) falecido em 23 de dezembro de 1878
3. Francesco Capaccini (in pectore 22 de julho de 1844) faleceu em 15 de junho de 1845
4. Giuseppe Antonio Zacchia Rondinini (in pectore 22 de julho de 1844) falecido em 26 de novembro de 1845

## 24 de novembro de 1845

### RevelaçãoIn pecture
1. Lorenzo Simonetti (in pectore 22 de julho de 1844) faleceu em 9 de janeiro de 1855
2. Giacomo Piccolomini (in pectore 22 de julho de 1844) faleceu em 17 de agosto 1861

## 19 de janeiro de 1846
1. Guilherme Henriques de Carvalho falecido em 15 de novembro de 1857
2. Sisto Riario Sforza faleceu em 29 de setembro de 1877
3. Joseph Bernet morreu em 5 de julho de 1846

Seis cardeais adicionais também foram criados por Gregory XVI em pectore , mas seus nomes nunca foram publicados.

## Link Externo
1. The Cardinals of the Holy Roman ChurchPredefinição:Self-published source